# 지현우
지현우(본명: 주형태, 1984년 11월 29일 ~ )는 대한민국의 가수 겸 배우이다. 2001년에서 2012년까지 그룹 더 넛츠의 기타리스트로 활동하였다.

## 생애
2001년 오디션을 통해 문차일드 기타세션으로 활동하다가, 2003년 11월 KBS 20기 공채 탤런트에 최연소로 합격하여 본격적인 연기활동을 시작하였는데 이에 앞서 고등학교 3학년 재학 중이던 2002년 EBS 《학교 이야기》 주연으로 활동했으며 2005년 성균관대 연기예술학과에 입학하였다. 배우 활동과 더불어 더넛츠의 기타리스트로도 활동하였으며, 이외에도 DJ활동으로는 라디오 《지현우의 기쁜 우리 젊은 날》, 《이훈 & 지현우의 미스터라디오》가 있다. 배우 활동으로는 KBS 2TV 시트콤 《올드미스 다이어리》에서 지PD로 인기를 모으며 이름을 알렸다. 이후 현재까지 꾸준히 배우 활동을 이어오고 있다.

## 학력
- 경수초등학교 (졸업)
- 성수중학교 (졸업)
- 덕수정보산업고등학교 (졸업)
- 성균관대학교 연기예술학과 (졸업)

### 드라마
- 2002년 EBS 1TV 목요 다큐드라마 《학교 이야기》
- 2003년 MBC 주말연속극 《회전목마》 ... 오아시스밴드 기타리스트 (그룹 더넛츠팀과 함께 출연)
- 2004년 KBS2 청춘드라마 《알게될거야》 ... 대학생 장선일 역
- 2005년 KBS2 수목 대기획 《황금사과》 ... 음악다방 DJ & 가수 지망생 김경민 역
- 2006년 MBC 수목 미니시리즈 《오버 더 레인보우》 ... 고등학생 & 댄서 & 그룹 《갱스터》 & 가수 권혁주 역
- 2007년 MBC 수목 미니시리즈 《메리대구 공방전》 ... 백수 & 무협소설가 강대구 역
- 2008년 SBS 금요 미니시리즈 《달콤한 나의 도시》 ... 영화감독 지망생 윤태오 역
- 2008년 KBS2 주말연속극 《내 사랑 금지옥엽》 ... 치과의사 장신호 역
- 2009년 KBS2 월화 미니시리즈 《천하무적 이평강》 ... 바보온달 우온달 역
- 2010년 KBS2 월화 미니시리즈 《부자의 탄생》 ... 최석봉 역 (재벌아버지를 찾는 아들)
- 2011년 MBC 주말연속극 《천 번의 입맞춤》 ... 축구선수 매니지먼트 회사 대표 장우빈 역
- 2012년 tvN 수목 미니시리즈 《인현왕후의 남자》 ... 조선시대 홍문관 교리 김붕도 역
- 2014년 KBS2 월화 미니시리즈 《트로트의 연인》 ... 천재 음악가 장준현 역
- 2015년 MBC 수목 미니시리즈 《앵그리맘》 ... 국어선생님 박노아 역
- 2015년 JTBC 주말 특별기획 드라마 《송곳》 ... 과장 이수인 역
- 2016년 SBS 드라마스페셜 《원티드》 ... 형사과 경위 차승인 역
- 2017년 MBC 주말 특별기횓 드라마 《도둑놈, 도둑님》 ... 변호사 장돌목 / 김수현 역
- 2018년 MBC 월화 미니시리즈 《사생결단 로맨스》 ... 신경외과의사 한승주 역
- 2019년 MBC 주말 특별기획 드라마 《슬플 때 사랑한다》 ... 성형외과의사 서정원 역
- 2020년 MBC EVERY1 화요 미니시리즈 《연애는 귀찮지만 외로운 건 싫어!》 ... 정신과의사 차강우 역
- 2021년 ~ 2022년 KBS2 주말연속극 《신사와 아가씨》 ... ㈜FT그룹 회장 이영국 역
- 2023년 KBS2 저녁 일일연속극 《비밀의 여자》 ... 뇌물 기사를 쓴 기자 박민현 역 (특별출연)
- 2024년 KBS2 주말연속극 《미녀와 순정남》 ... 드라마 감독 고필승 / 공필승 역
- 2025년 MBN 수목 미니시리즈 《퍼스트 레이디》 ... 대통령 당선인 현민철 역

### 시트콤
- 2004년 KBS2 일일시트콤 《올드 미스 다이어리》 ... 라디오 PD 지현우 역

### 뮤지컬
- 2005년 뮤지컬 《그리스》 - 대니 역
- 2013년 뮤지컬 《프라미스》 - 김지훈 역
- 2014년 뮤지컬 《킹키부츠》 - 찰리 역
- 2025년 뮤지컬 《레드북》 - 브라운 역

### 영화
- 2004년 《호텔 비너스》 - 조연 형사 역
- 2006년 《사랑하니까, 괜찮아》 - 강민혁 역 (고등학생, 대학생)
- 2006년 《올드미스 다이어리》 - 지현우 역 (라디오PD)
- 2010년 《주유소 습격 사건 2》 - 원펀치 역 (주유소 알바)
- 2011년 《Mr. 아이돌》 - 이유진 역 (아이돌가수 리더)
- 2018년 《살인소설》 - 김순태 역 (소설가)
- 2021년 《빛나는 순간》 - 한경훈 역 (다큐멘터리PD)

### 방송
- 진행 - MC & DJ
  - 2002년 Mnet 「핫라인스쿨」
  - 2003년 EBS 「요리조리팡팡」
  - 2005년 KBS 2TV 「뮤직뱅크」
  - 2007년~2008년 SBS 파워FM 「지현우의 기쁜 우리 젊은 날」
  - 2008년~2009년 KBS 2TV 「영화가 좋다」
  - 2008년~2009년 KBS 쿨FM 「이훈 & 지현우의 미스터라디오」
  - 2011년~2012년 KBS 2TV 「청춘불패2」
  - 2022년 MBC 「도포자락 휘날리며」
  - 2022년, 2023년 MBC FM4U 「정오의 희망곡」 - 스페셜 DJ (2022-08-03, 2023-07-20 ~ 2023-07-23)
  - 2023년 MBN 「오빠시대」
- 예능 방송
  - 2005년 3월 13일 KBS 2TV 「해피선데이 - 여걸파이브」
  - 2006년 7월 21일 MBC 「공감토크쇼 놀러와」
  - 2006년 8월 6일 KBS 2TV 「해피선데이 - 여걸식스」
  - 2006년 12월 19일 KBS 2TV 「상상플러스」
  - 2008년 6월 1일 SBS 「일요일이 좋다 - 체인지」 - 게스트
  - 2010년 2월 25일 KBS 2TV 「해피투게더 3」
  - 2010년 9월 21일 MBC 「여배우의 집사」
  - 2011년 8월 26월 SBS 「달콤한 고향 나들이, 달고나」 - 16회 게스트
  - 2015년 10월 25일 JTBC 「김제동의 톡투유 - 걱정 말아요! 그대」 - 25회 게스트
  - 2016년 4월 12일 JTBC 「투유 프로젝트 - 슈가맨」 - 26회 게스트 (더넛츠)
  - 2018년 1월 17일 JTBC 「한끼줍쇼」 - 65회 게스트
  - 2018년 4월 26일 tvN 「인생술집」 - 68회 게스트
  - 2020년 1월 17일 MBC 「나 혼자 산다」 - 329회 게스트
  - 2020년 8월 4일 MBC 에브리원 「비디오스타」 - 208회 게스트
  - 2020년 10월 3일 MBC 「전지적 참견 시점」 - 124회 게스트
  - 2021년 6월 26일 JTBC 「아는 형님」 - 286회 게스트
  - 2021년 6월 29일 KBS 2TV 「옥탑방의 문제아들」 - 136회 게스트
  - 2021년 10월 12일 KBS 2TV 「옥탑방의 문제아들」 - 149회 게스트
  - 2021년 9월 24일 KBS 2TV 연중라이브 - 게스트
  - 2022년 1월 28일 KBS 2TV 연중라이브 - 게스트
  - 2022년 4월 1일 KBS 2TV 연중라이브 - 출연자 (신사와 아가씨 종방특집)
  - 2023년 5월 16일 채널A 「엄마의 여행 고두심이 좋아서」 - 55회 게스트
  - 2025년 4월 6일 ENA 「최화정, 김호영의 보고싶었어」 - 5회 게스트
- 음악 방송
  - 2006년 12월 15일 KBS 2TV 「윤도현의 러브 레터」 - 게스트 (예지원)
  - 2008년 6월 6일 KBS 2TV 「윤도현의 러브 레터」 - 300회 특집 게스트
  - 2010년 1월 16일 SBS 「김정은의 초콜릿」 - 게스트
  - 2011년 7월 31일 tvN 「쇼쇼쇼」 - 게스트
  - 2011년 12월 7일 KBS 2TV 「K-POP 월드 페스티벌」 - MC, 가수
  - 2012년 3월 2일 KBS 2TV 「유희열의 스케치북」 - 게스트
  - 2012년 3월 6일 MBC 「아름다운 콘서트」 - 게스트
  - 2012년 3월 20일 KBS 2TV 「이소라의 두 번째 프로포즈」 - 게스트
  - 2020년 1월 17일 KBS 2TV 「뮤직뱅크」 - 1012회 게스트 (사거리 그오빠)
  - 2020년 1월 17일 KBS 2TV 「유희열의 스케치북」 - 475회 게스트 (사거리 그오빠)
  - 2020년 1월 18일 MBC 「쇼! 음악중심」 - 664회 게스트 (사거리 그오빠)
  - 2020년 2월 9일 KBS 1TV 「열린음악회」 - 329회 게스트 (사거리 그오빠)
  - 2022년 7월 10일 MBC 「미스터리 음악쇼 복면가왕」
  - 2022년 8월 20일 KBS 2TV 「불후의 명곡」 - 569회 (사거리 그오빠)
  - 2023년 JTBC 디지털 콘텐츠 「비긴어게인 오픈마이크」
- 라디오 방송
  - 2007년 11월 30일 MBC FM4U 「배철수의 음악캠프」 - 게스트
  - 2012년 3월 1일 SBS 파워FM 「씨네타운」 - 씨네 초대석
  - 2018년 4월 2일 SBS 파워FM 「두시탈출 컬투쇼」
  - 2018년 4월 11일 SBS 러브FM 「송은이, 김숙의 언니네 라디오」 - 언니네 사랑방
  - 2018년 4월 20일 SBS 파워FM 「박소현의 러브게임」 - 게스트
  - 2019년 2월 21일 MBC FM4U 「정오의 희망곡」 - 게스트
  - 2020년 1월 15일 KBS 쿨FM 「뮤직쇼」 - 게스트 (사거리 그오빠)
  - 2020년 1월 15일 SBS 파워FM 「아름다운 이 아침 김창완입니다」 - 게스트 (사거리 그오빠)
  - 2020년 1월 16일 MBC FM4U 「꿈꾸는 라디오」 - 게스트 (사거리 그오빠)
  - 2020년 1월 20일 SBS 파워FM 「영스트리트」 - 게스트 (사거리 그오빠)
  - 2020년 1월 21일 SBS 러브FM 「김상혁, 딘딘의 오빠네 라디오」 - 게스트 (사거리 그오빠)
  - 2020년 2월 3일 SBS 러브FM 「김창열의 올드스쿨」 - 게스트 (사거리 그오빠)
  - 2020년 2월 7일 SBS 파워FM 「박소현의 러브게임」 - 게스트 (사거리 그오빠)
  - 2020년 2월 13일 MBC FM4U 「별이 빛나는 밤에」 - 게스트 (사거리 그오빠)
  - 2021년 2월 19일 SBS 파워FM 「최화정의 파워타임」 - 게스트 (사거리 그오빠)
  - 2021년 2월 23일 MBC FM4U 「두시의 데이트」 - 게스트 (사거리 그오빠)
  - 2021년 2월 24일 SBS 파워FM 「아름다운 이 아침 김창완입니다」 - 게스트 (사거리 그오빠)
  - 2021년 5월 14일 SBS 파워FM 「박소현의 러브게임」 - 게스트
  - 2021년 6월 23일 SBS 파워FM 「씨네타운」 - 씨네 초대석
  - 2022년 7월 7일 MBC FM4U 「정오의 희망곡」 - 게스트
  - 2022년 7월 19일 MBC FM4U 「브런치카페」 - 게스트
  - 2022년 7월 26일 SBS 파워FM 「박소현의 러브게임」 - 게스트
  - 2023년 12월 1일 MBC FM4U 「배철수의 음악캠프」 - 게스트 (사거리 그오빠)
  - 2024년 3월 21일 KBS 쿨FM 「가요광장」 - 게스트
  - 2024년 7월 13일 CBS 음악FM 「영화음악」 - 지극히 사적인 취향

### 음악 활동
- 그룹 문차일드 - 기타세션
- 그룹 더넛츠 - 기타리스트
  - 2004년 1st 《The Nuts》 - 사랑의 바보, 인사없이
  - 2006년 2st 《Whispers Of Love》 - 잔소리, 내사람입니다.
  - 2007년 싱글 《추억여행》 - 긴 담벼락
  - 2007년 싱글 《White Romance Vol.1》 - I'll Be There
  - 2008년 싱글 《졸업여행》 - 우리 다시
  - 2008년 3st 《Could've Been》 - 쩜쩜쩜, 한두번
  - 2008년 4st 《Crazy Love》-  슬픈 조우
  - 2009년 5st 《Truth J》 - 그녀가 아파요
  - 2009년 싱글 《바다에 입맞춤》 - 바다에 입맞춤
  - 2007년 《The Nuts 콘서트》
  - 2007년 《더넛츠&도넛츠 콘서트》
- 개인앨범
  - 2006년 싱글 《Love letter》 - 외눈박이물고기, 애인을 구합니다.
  - 2011년 싱글 《tvN '쇼쇼쇼' Part 1》 - 본능적으로
  - 2011년 싱글 《Crescendo》 - 아이야, 좋은중독, 아기코끼리
- 그룹 사거리 그오빠 - 보컬, 기타리스트 (2020년~현재)
  - 2020년 1st 미니앨범 《NEWS》 - 누가 나 좀, 거짓말, 화장
  - 2021년 싱글 《프리지아》 - 프리지아
  - 2021년 싱글 《넌 정말 아름다워》 - 넌 정말 아름다워
- 드라마&영화 ost
  - 2005년 시트콤 《올드미스 다이어리》 - 모노드라마
  - 2006년 드라마 《오버 더 레인보우》 - 혼잣말, 외눈박이물고기
  - 2006년 영화 《올드미스 다이어리》 - 눈물의 크리스마스
  - 2006년 영화 《사랑하니까 괜찮아》 - 구두발자국
  - 2007년 드라마 《메리대구공방전》 - one&one
  - 2008년 드라마 《달콤한 나의 도시》 - 달콤한 나의 도시
  - 2014년 드라마 《트로트의 연인》 - 하루종일
  - 2017년 드라마 《도둑놈, 도둑님》 - 나는 행복한 사람
  - 2021년 드라마 《연애는 귀찮지만 외로운건 싫어!》 - Please Don't Go

### 광고
- 2005년 CJ오쇼핑
- 2005년 KTF "커플요금정액제"
- 2006년 SJ아울렛
- 2006년 메이폴
- 2007년 메이폴
- 2007년 윈도우 비스타
- 2007년 차온 까만콩차
- 2008년 진로 완소주J
- 2009년 파리바게트
- 2021년 메디올
- 2022년 오스틴리드&보스트로
- 2022년 유니베라 슈퍼겔W
- 2023년 한컴그룹 청리움

## 수상 및 후보
| 연도 | 시상식                       | 부문                                  | 작품                     | 결과 |
| ---- | ---------------------------- | ------------------------------------- | ------------------------ | ---- |
| 2005 | KBS 연예대상                 | 네티즌상                              | 올드미스 다이어리        | 수상 |
| 2005 | KBS 연예대상                 | 쇼·오락부문 남자 신인상               | 뮤직뱅크                 | 후보 |
| 2005 | KBS 연기대상                 | 남자 신인연기상                       | 황금사과                 | 후보 |
| 2006 | MBC 연기대상                 | 프로듀서상                            | 오버 더 레인보우         | 수상 |
| 2007 | 제15회 이천춘사대상영화제    | 신인남우상                            | 올드미스 다이어리 극장판 | 후보 |
| 2007 | 제14회 대한민국 연예예술상   | 남자라디오진행상                      | 기쁜 우리 젊은날         | 수상 |
| 2008 | SBS 연기대상                 | 뉴스타상                              | 달콤한 나의 도시         | 수상 |
| 2008 | SBS 연기대상                 | 특별기획부문 남자 연기상              | 달콤한 나의 도시         | 후보 |
| 2008 | KBS 연기대상                 | 주간극부문 남자 우수연기상            | 내 사랑 금지옥엽         | 후보 |
| 2009 | KBS 연기대상                 | 미니시리즈부문 남자 우수연기상        | 천하무적 이평강          | 후보 |
| 2010 | KBS 연기대상                 | 중편드라마부문 남자 우수연기상        | 부자의 탄생              | 후보 |
| 2011 | MBC 드라마대상               | 연속극부문 남자 우수연기상            | 천번의 입맞춤            | 수상 |
| 2012 | 제48회 백상예술대상          | TV부문 남자 인기상                    | 천번의 입맞춤            | 후보 |
| 2014 | 제3회 에이판 스타 어워즈     | 베스트 드레서상                       | 트로트의 연인            | 수상 |
| 2015 | MBC 연기대상                 | 미니시리즈부문 남자 최우수연기상      | 앵그리맘                 | 후보 |
| 2015 | MBC 연기대상                 | 남자 인기상                           | 앵그리맘                 | 후보 |
| 2015 | 대한민국 라이프스타일 어워즈 | 베스트 스타일상                       | 빈칸                     | 수상 |
| 2015 | 2015 JTBC 어워즈             | 명품연기상                            | 송곳                     | 수상 |
| 2017 | MBC 연기대상                 | 주말극부문 남자 최우수연기상          | 도둑놈, 도둑님           | 후보 |
| 2018 | MBC 연기대상                 | 월화미니시리즈부문 남자 최우수연기상  | 사생결단 로맨스          | 후보 |
| 2019 | 제6회 들꽃영화상             | 남우주연상                            | 살인소설                 | 후보 |
| 2019 | MBC 연기대상                 | 일일·주말드라마부문 남자 최우수연기상 | 슬플 때 사랑한다         | 후보 |
| 2021 | KBS 연기대상                 | 대상                                  | 신사와 아가씨            | 수상 |
| 2021 | KBS 연기대상                 | 남자 최우수연기상                     | 신사와 아가씨            | 후보 |
| 2021 | KBS 연기대상                 | 미니시리즈부문 남자 우수연기상        | 신사와 아가씨            | 후보 |
| 2021 | KBS 연기대상                 | 남자 인기상                           | 신사와 아가씨            | 후보 |
| 2021 | KBS 연기대상                 | 베스트 커플상 (with 이세희)           | 신사와 아가씨            | 수상 |
| 2024 | 제10회 에이판 스타 어워즈    | 장편드라마 부문 남자 최우수연기상     | 미녀와 순정남            | 수상 |
| 2024 | KBS 연기대상                 | 대상                                  | 미녀와 순정남            | 후보 |
| 2024 | KBS 연기대상                 | 남자 최우수연기상                     | 미녀와 순정남            | 수상 |
| 2024 | KBS 연기대상                 | 장편드라마부문 남자 우수연기상        | 미녀와 순정남            | 후보 |
| 2024 | KBS 연기대상                 | 남자 인기상                           | 미녀와 순정남            | 후보 |
| 2024 | KBS 연기대상                 | 베스트 커플상 (with 임수향)           | 미녀와 순정남            | 수상 |

## 군대
2012년 8월 7일 춘천 102보충대로 군입대하였고 2014년 5월 6일에 전역했다.

## 가족
- 주윤채(형) - N.EX.T의 키보디스트, 사거리 그오빠의 키보디스트, 음악감독, 배우